# استان مودستو اومیسته
استان مودستو اومیسته (به اسپانیایی: Provincia de Modesto Omiste) یکی از استان‌های بولیوی در بولیوی است که در شهرستان پوتوسی واقع شده‌است. استان مودستو اومیسته ۲٬۵۵۴ کیلومتر مربع مساحت و ۳۶٬۲۶۶ نفر جمعیت دارد.